# Vương Thiều Minh
Vương Thiều Minh (chữ Hán: 王韶明) là hoàng hậu của Phế đế Tiêu Chiêu Văn triều đại Nam Tề trong lịch sử Trung Quốc.

## Tiểu sử
Vương Thiều Minh là con gái của quan đại thần Vương Từ (王慈). Bà xuất thân từ gia tộc cao quý với nhiều người làm tể tướng như Vương Đạo thời nhà Tấn, Vương Hoằng thời nhà Lưu Tống. Một trong những chị em của bà cưới Giang Hạ vương Tiêu Phong (蕭鋒), con trai của Nam Tề Cao Đế
Năm 490, Vương Thiều Minh kết hôn với Tiêu Chiêu Văn, trở thành Lâm Nhữ công phu nhân.
Năm 493, Vũ Đế băng hà, và Tiêu Chiêu Nghiệp lên ngôi hoàng đế. Tiêu Chiêu Nghiệp phong cho Tiêu Chiêu Văn làm Tân An vương. Vương phu nhân được trở thành Tân An vương phi.
Mùa thu năm 494, thị trung thượng thư đại tướng quân là Tây Xương hầu Tiêu Loan, anh họ của Vũ Đế, tiến hành chính biến và sát hại Tiêu Chiêu Nghiệp. Tiêu Loan sau đó đưa Tiêu Chiêu Văn lên ngai vàng làm hoàng đế. Vương Thiều Minh được phong thành Hoàng hậu. Tuy nhiên, chưa đầy ba tháng sau đó, Tiêu Loan đã ban một chiếu chỉ nhân danh chính thất của Tiêu Trường Mậu - Thái hậu Vương Bảo Minh (王寶明), viết rằng Tiêu Chiêu Văn không đủ thông minh và khỏe mạnh để làm hoàng đế, phế truất và trao ngai vàng lại cho Tiêu Loan.
Tiêu Chiêu Văn bị giáng làm Hải Lăng vương. Tuy nhiên, khoảng một tháng sau khi bị phế, đã hạ độc giết chết Chiêu Văn. Vương hoàng hậu bị giáng làm Hải Lăng vương phi. Từ đó không còn ghi chép lịch sử nào về Vương hoàng hậu, không biết khi nào qua đời.